# 卡勒瓦拉
《卡勒瓦拉》（芬蘭語：Kalevala），又译作《卡莱瓦拉》、《卡列瓦拉》等，又名《英雄国》，是芬兰的民族史诗。由芬兰医生埃利亚斯·伦罗特（1802年—1884年）收集了大量的民歌，编成一部完整的史诗。在1835年初版，1849年出版了最后定本，包括五十支歌曲，二万二千七百九十五行诗句。
《卡勒瓦拉》是芬兰语文学中意义最重大的著作。《卡勒瓦拉》被认为鼓舞了民族主义，并最终于1917年从俄罗斯的统治之下独立。卡勒瓦拉名字的意义是“卡勒瓦之地”。

## 故事
《卡勒瓦拉》从传统的芬兰创世神话开始，讲述了大地、天空、动植物等是怎样形成的。创世、治病、搏斗和内部的故事讲叙是通过主人公歌唱他们的功绩或愿望来实现的。故事中的很多部分包括人物通过搜寻或请求歌词（魔咒）来获得某个如造船或铁匠的能力。
除了施法魔咒和歌唱之外，也还有很多讲述欲望、浪漫、绑架和诱惑的故事。故事中的主人公经常必须完成一些不可思议或不可能实现的任务，而在失败之后他们却要遭遇悲剧和耻辱。
整个史诗中的一个关键物品是三宝磨。很多事迹及其后果都是由三宝磨本身或人物与三宝磨的互动造成的。三宝磨被描叙为一个给其拥有者带来巨大财富和运气的魔幻法宝或器皿。但其确切的特性至今还在争论。
《卡勒瓦拉》同其它文化中的神话和民谣相比有许多相似之处。例如库勒沃角色及其故事跟希腊神话中的俄狄浦斯有点相像。处女玛丽雅达跟基督教中的处女玛利亚相似处也非常惊人。在最后一首诗歌中玛丽雅达的儿子的到来标志着万奈摩宁对卡勒瓦拉统治的结束，这跟基督教的到来标志着异教在芬兰及在欧洲大范围内的结束也非常相似。

## 故事梗概

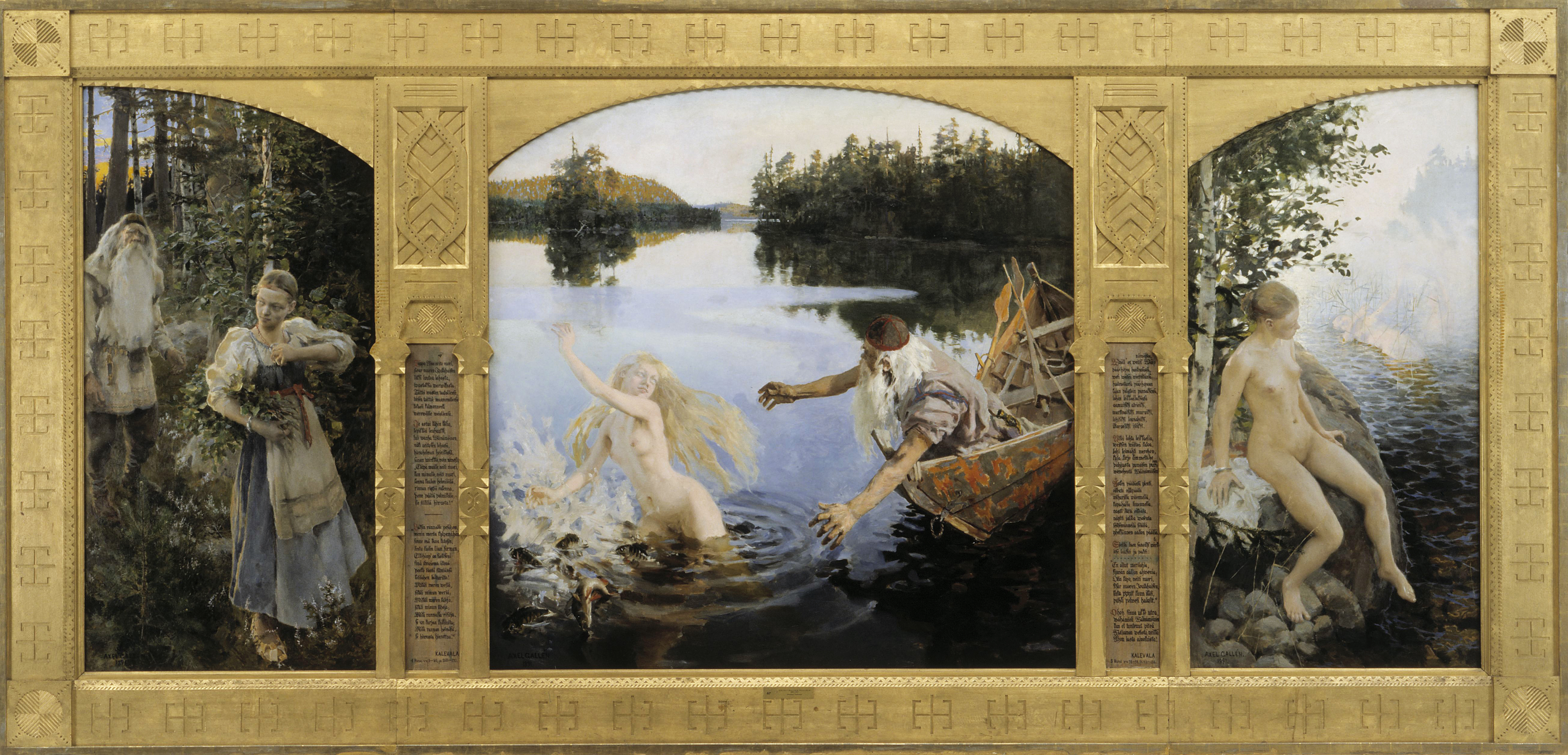
阿克塞利·加伦-卡勒拉于1891年所作的《爱诺》三联画。左边：爱诺和万奈摩宁的第一次见面。右边：爱诺讲述她的悲伤，并决定情愿轻生也不愿意嫁给一个老头。中间：万奈摩宁抓到了已变成一条鱼的爱诺，但是抓不住她。

### 第一段万奈摩宁的故事
第一至二部诗篇：史诗通过歌唱家的导引开始。世界是由一个鸭蛋打碎后的碎片而形成。女神伊尔玛达尔生下了第一個人類万奈摩宁。万奈摩宁给荒芜的世界带来了树木和生命。
第三至五部诗篇：万奈摩宁遇到了嫉妒心强的尤卡海宁，他们俩进行了决斗。尤卡海宁在决斗中失败，他拉着他妹妹爱诺的手，让她嫁给万奈摩宁来换取他的生命。爱诺对要嫁给年老的万奈摩宁这桩婚姻不满，于是不久后投水自尽。
第六至十部诗篇：万奈摩宁于是启程去波赫尤拉向北国的少女求婚。尤卡海宁又袭击万奈摩宁。万奈摩宁在海上漂流了数天之后骑在老鹰上到达波赫尤拉。他跟娄希达成协议去让伊尔玛利宁锻造三宝磨。伊尔玛利宁拒绝去波赫尤拉，但是万奈摩宁强迫他去。最后三宝磨锻造成功。伊尔玛利宁也没有得到新娘而返回。

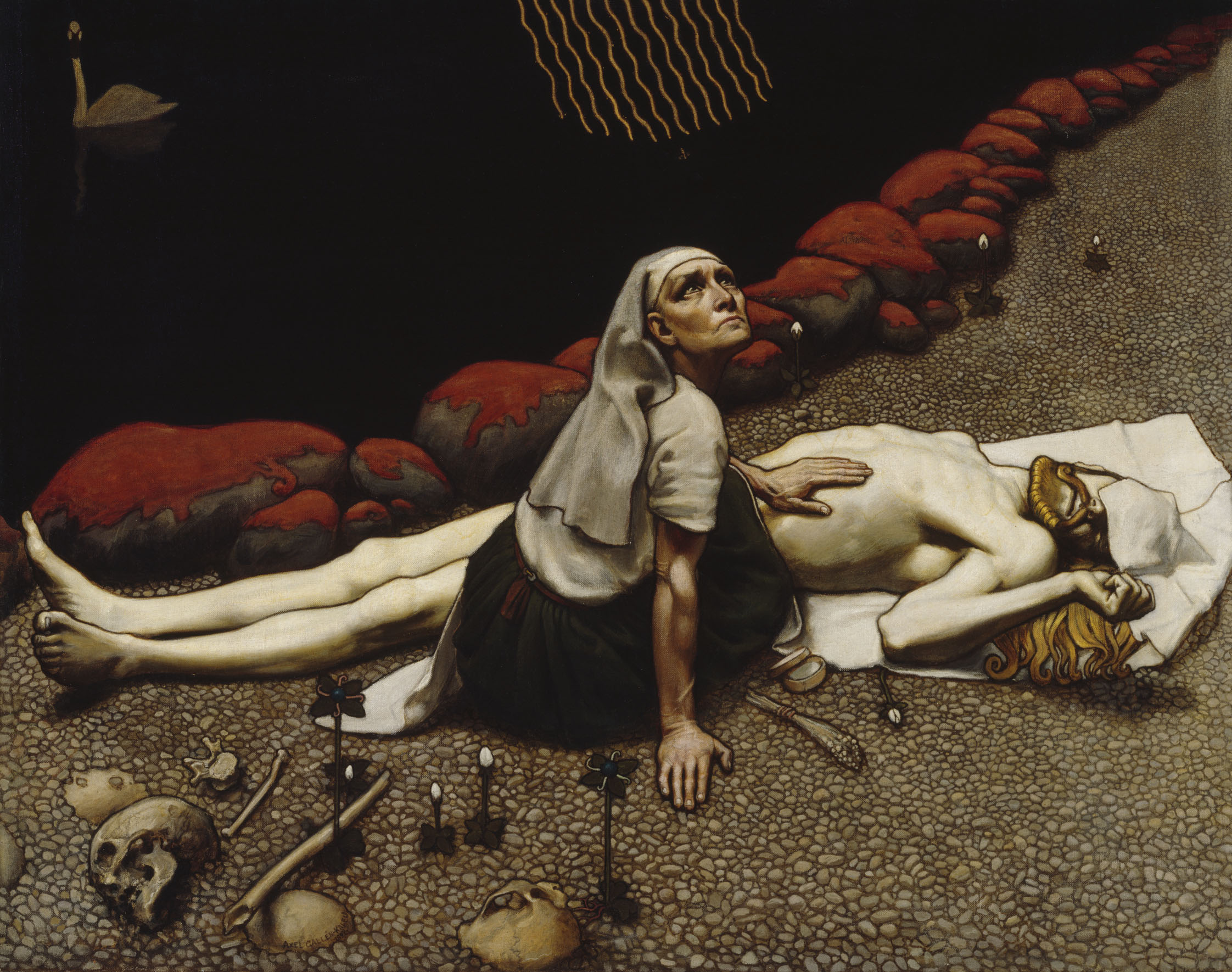
《勒明盖宁的母亲》，由阿克塞利·加伦-卡勒拉在1897年所作。勒明盖宁的母亲在多讷拉河（又译“图奥内拉”）边拯救她的儿子。

### 第一段勒明盖宁的故事
第十一至十五部诗篇：勒明盖宁启程去萨里（芬蘭語：Saari，意为“岛屿”）寻找新娘。他和少女吉里基互订终生。她以为勒明盖宁毁约就收回自己的誓言，勒明盖宁也收回他的誓言。于是他决定去向北方的少女求婚。他母亲试图通情达理地说服他不要去，但是勒明盖宁没有理会她的警告。他发誓如果他深陷危境的话，他的头梳就会开始流血。经过长途跋涉到达北国之后，他向娄希请求把她女儿嫁给他。娄希给他派遣了任务。当他在多讷拉“亡灵之河”上尝试捕猎在河上的天鹅时，他被激怒了的北国牧人刺杀身亡而摔入亡灵之河。此时他母亲在家里发现勒明盖宁留在家里的梳子在流血。回想起她儿子说过的话，她决定去寻找儿子。她用伊尔玛利宁给她的耙子把勒明盖宁散布在河里躯干各部位捞起并重新拼起。蜜蜂也给她带来了必要的药材成分使他复活。

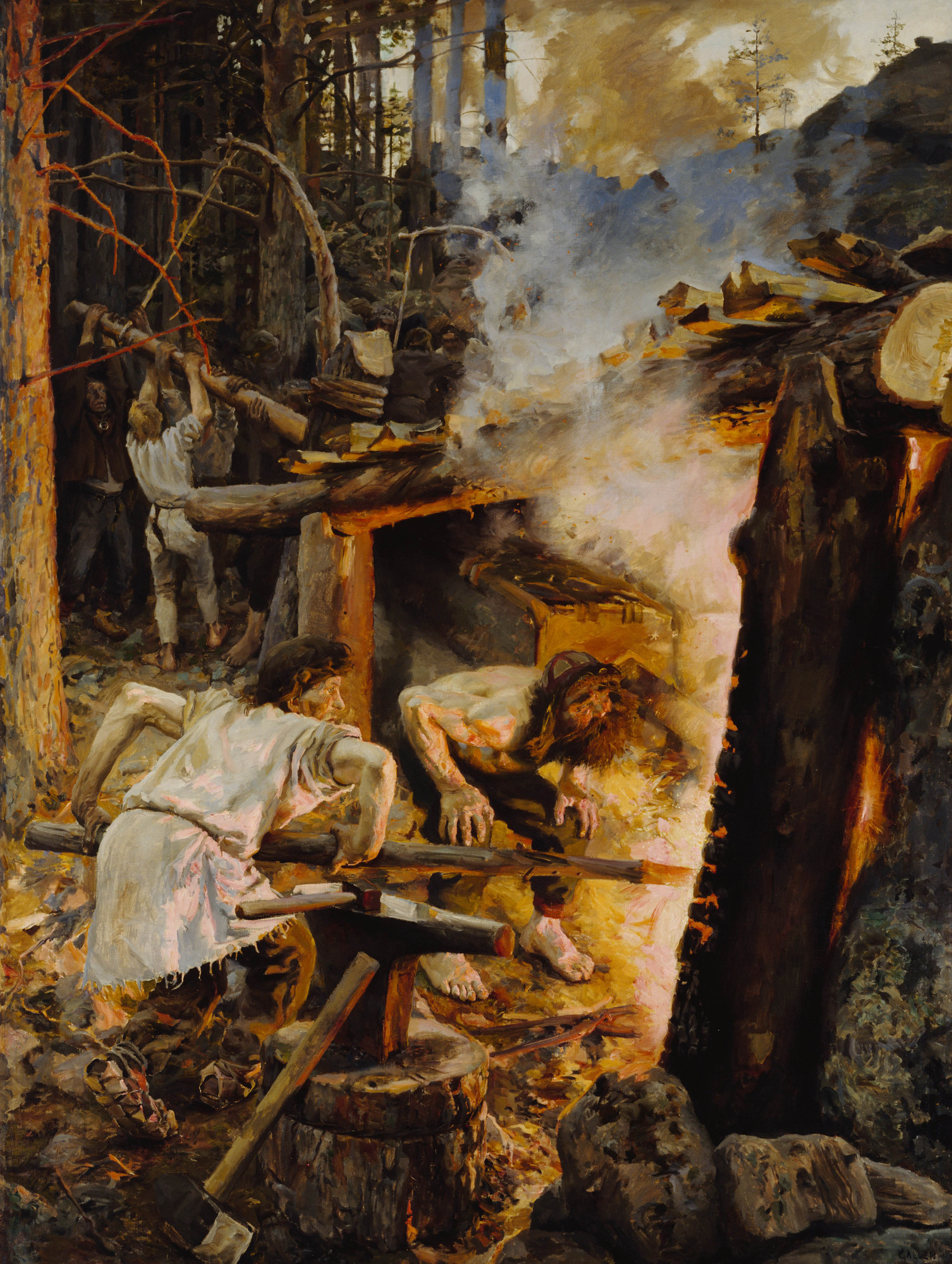
《锻造三宝磨》，由阿克塞利·加伦-卡勒拉在1893年所作。

### 第二段万奈摩宁的故事
第十六至十八部诗篇：万奈摩宁想建造一艘船再次前往波赫尤拉去寻找新娘。他造访了多讷拉，并沦为囚犯。万奈摩宁通过施行他的魔咒才得以逃脱，他并警告正在多讷拉的他的同族有关当地的危险。之后他寻找安德洛·维布宁收集一些魔咒。然而万奈摩宁却被吞掉了。他对安德洛·维布宁施以酷刑后得到魔咒并得以逃脱。他的船只终于造好了，并开船前往波赫尤拉。当伊尔玛利宁听到这事后，他也决定去波赫尤拉向北国少女求婚。北国少女最终选择了伊尔玛利宁。

### 伊尔玛利宁的婚礼
第十九至二十五部诗篇：为了得到北国少女的芳心，伊尔玛利宁被安排去执行各种危险和不可思议的任务。在北国少女少许帮助下他完成了这些任务。大家为准备婚礼张罗着，酿造啤酒，宰杀牲畜和发出请帖。但是没有向勒明盖宁发出请帖。婚礼开始了，大家都非常高兴。万奈摩宁歌唱和赞美波赫尤拉的人民。新娘和新郎为婚姻中的角色准备着。新婚夫妇到达家里并受到酒食款待。

### 第二段勒明盖宁的故事
第二十六至三十部诗篇：勒明盖宁对没有收到婚礼邀请感到气愤，并立即启程前往波赫尤拉。到达后，他被要求接受同北国主人的决斗，他赢得了决斗。然而，一支军队却像变戏法一般出现向勒明盖宁报复。勒明盖宁逃回他母亲的住处，她建议勒明盖宁前往萨里去避难。他回来后发现他的房子被烧为灰烬。他和他的同伴蒂耶拉决意驾船前往波赫尤拉复仇去，但是娄希使用巫术变化了一个“霜”（怪物）使海面结冰并冻结了他们的船只，勒明盖宁面对“霜”的人型化身讲述了他的来历和目的，遂说退了“霜”对他们一行敌意和攻击，这才使勒明盖宁返回家里。回家后和母亲重逢时他发誓要建一幢比以前烧掉的那幢更大的房子。

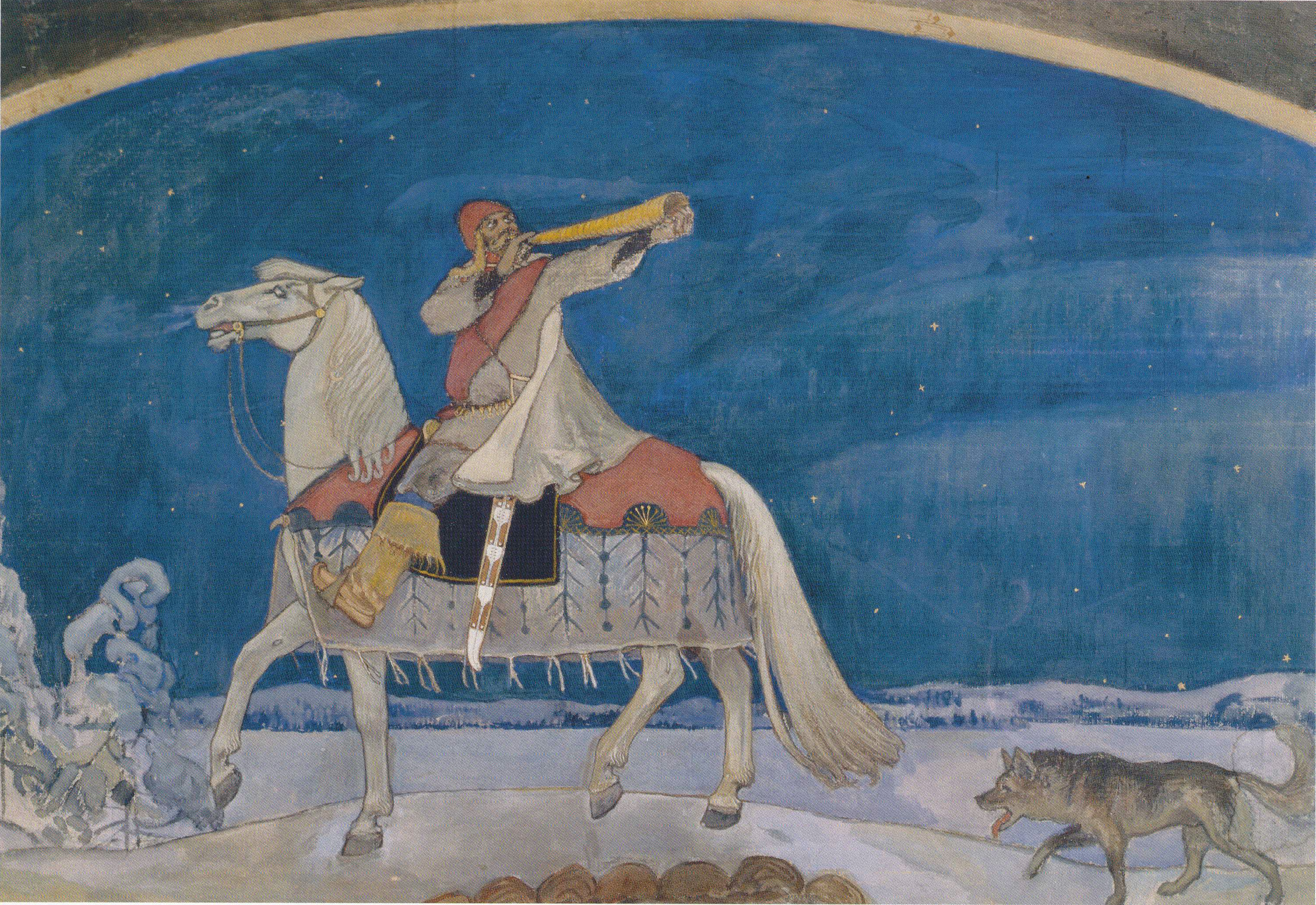
阿克塞利·加伦-卡勒拉在1901年所创作的壁画《库勒沃战前出征》。库勒沃出征去与温塔莫及其家族交战。

### 库勒沃的故事
第三十一至三十六部诗篇：温塔莫把他兄弟卡勒沃的家族全部杀掉，只剩下卡勒沃已怀孕的妻子，她后来生下了库勒沃。温塔莫视库勒沃为眼中钉和威胁，甚至几次试图杀害他。企图不成就把他卖给伊尔玛利宁作为奴隶。伊尔玛利宁的妻子总是刁难欺凌库勒沃。于是他设计让她被一群狼和熊咬死。在交完税返回家的路上他跟一位少女调情，可是发觉她是他的妹妹。少女自尽身亡，库勒沃沮丧地回到家里。他决定向温塔莫发泄憎恨，并出发去寻找他。他向温塔莫及他的家族发起战争并把他们斩净杀绝。然而当他回到家时，发现自己的庄园荒芜了。他感到懊悔和难过，于是他选择在勾引他妹妹的地方自尽。

### 第二段伊尔玛利宁的故事
第三十七至三十八部诗篇：对丧妻后感到悲痛，伊尔玛利宁用金银锻造出一个新娘，但他觉得她冰冷，于是将她抛弃。他又启程前往波赫尤拉且绑架了娄希的女儿。她感到非常愤怒并对他恶语相向，于是他施法魔咒把她变成一只小鸟。他回到卡勒瓦拉，并告诉万奈摩宁三宝磨给波赫尤拉的人们带来了繁荣和财富。

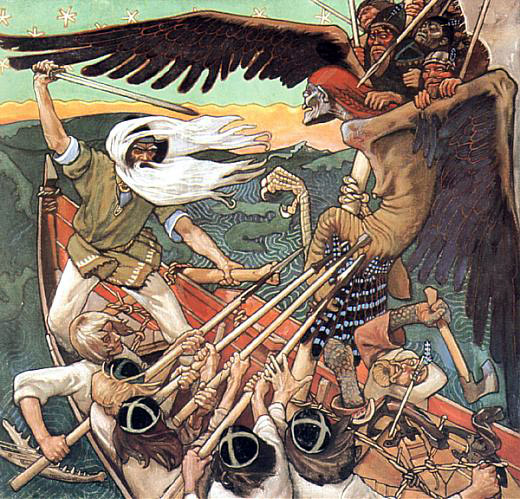
《卡勒瓦拉》中的主要英雄万奈摩宁从北方国波赫尤拉的女巫娄希争夺“三宝”神磨

### 掠夺三宝磨（第三段万奈摩宁的故事）
第三十九至四十四部诗篇：万奈摩宁、伊尔玛利宁和勒明盖宁驾船前往波赫尤拉去要回三宝磨。在路上他们猎杀了一只巨大的狗鱼，并用它的颌骨制作了第一把康特勒琴。英雄们抵达波赫尤拉并要求分享三宝磨所带来的财富的一部分，否则的话他们将用武力带走三宝磨。娄希召集军队来反抗，然而万奈摩宁用他的音乐让波赫尤拉的人们昏沉欲睡。他们从石洞里带走三宝磨，并启程回家。娄希又施法变出一只军队，并亲自变身为一只老鹰来保护三宝磨。在争夺中三宝磨沉入海底并被摧毁。

### 娄希对卡勒瓦拉的报复
第四十五至四十九部诗篇：对三宝磨的抢走感到极其愤怒，娄希给卡勒瓦拉的人们带去了瘟疫，并派了一只大熊去咬杀了他们的牲畜。她把太阳和月亮藏了起来并从卡勒瓦拉偷走了火种。万奈摩宁治愈了所有的疾病，并同伊尔玛利宁一道恢复了火种。万奈摩宁强迫娄希把太阳和月亮放回天空。

### 玛丽雅达的故事
第五十部诗篇：年轻害羞的处女玛丽雅达在放牧时吃下了一粒越橘后就怀孕了。她生下了一个儿子。万奈摩宁命令要杀死这个男孩，但是男孩开始说话并责备万奈摩宁做出了错误判断。这个男孩于是被洗礼为卡累利阿的国王。万奈摩宁扬帆离开，只给后世留下了他的诗篇和康特勒琴。
整篇史诗就此结束，歌唱者唱出告别的歌词并感谢他们的听众。

## 外部連結
- 欧洲文学史
- 作为表演的卡勒瓦拉 （页面存档备份，存于） （pdf）
- 《卡勒瓦拉》译名表